# Marquesado de la Rosa
El marquesado de la Rosa es un título nobiliario español creado el 16 de octubre de 1629 por el rey Felipe IV a favor de Francisco de Trejo Monroy y Paniagua, Capitán de Infantería de las Galeras de España, Gobernador de Málaga, señor de Chamartín de la Rosa, futuro primer marqués de Mota de Trejo (8 de diciembre de 1629). Era hijo de Gonzalo de Trejo y de María de Monroy de la Peña y Carvajal.
Su denominación hace referencia a la antigua localidad de "Chamartín de la Rosa", de donde era señor Francisco de Trejo Monroy, localidad hoy desaparecida y transformada en el actual distrito madrileño de Chamartín, muy conocido por encontrarse en este distrito la estación central de Madrid, llamada de Chamartín.

## Marqueses de la Rosa
|                        | Titular                                     | Periodo                |
| Creación por Felipe IV | Creación por Felipe IV                      | Creación por Felipe IV |
| ---------------------- | ------------------------------------------- | ---------------------- |
| I                      | Francisco de Trejo Monroy Paniagua          | 1629-1648              |
| II                     | Gabriel de Trejo Monroy y Jáuregui          | 1648- ?                |
| III                    | Ángela de Trejo y Jáuregui                  | ? -1668                |
| IV                     | Fernando de la Cerda y Trejo                | 1668-1696              |
| V                      | Fernando de la Cerda y Denti                | 1696-1758              |
| VI                     | Joaquín de la Cerda y Torquemada            | 1758-1767              |
| VII                    | Antonio María de la Cerda y Vera            | 1767-1828              |
| VIII                   | Fernando Rafael Cabrera y Pérez de Saavedra | 1828-1843              |
| IX                     | Juan Bautista Cabrera y Bernuy              | 1843-1872              |
| X                      | Francisco Clerc de Lasalle y Watson         | 1989-2011              |
| XI                     | Nuria de Alvear y Coral                     | 2011-actual titular    |

## Historia de los Marqueses de la Rosa
- Francisco de Trejo Monroy y Paniagua (1570-1648), I marqués de la Rosa, I marqués de Mota de Trejo (16 de octubre de 1629).

1. Casó con Isabel Jáuregui y Salazar. Le sucedió su hijo:

- Gabriel de Trejo Monroy y Jáuregui, II marqués de la Rosa, II marqués de Mota de Trejo, canónigo de Plasencia. Sin descendientes. Le sucede su hermana:

- Ángela de Trejo y Jáuregui (1613-1668), III marquesa de la Rosa, III marquesa de Mota de Trejo.

1. Casó con Fernando de la Cerda e Ibarra. Le sucedió su hijo:

- Fernando de la Cerda y Trejo (1641-1696), IV marqués de la Rosa, IV marqués de Mota de Trejo.

1. Casó en Madrid (San Martín) el 15 de enero de 1679[2] con Juana Denti y Castelli, hija de Vicente Denti y de Ángela castelli, duques de Piraino, príncipes de Castellazzo. Le sucedió su hijo:

- Fernando de la Cerda y Denti (1680-1758), V marqués de la Rosa, V marqués de Mota de Trejo.

1. Casó con María Bibiana de Torquemada. Le sucedió su hijo:

- Joaquín de la Cerda y Torquemada (1719-1767), VI marqués de la Rosa, VI marqués de Mota de Trejo.

1. Casó con María Guadalupe de Vera de Aragón. Le sucedió su hijo:

- Antonio María de la Cerda y Vera (1750-1828), VII marqués de la Rosa, VII marqués de Mota de Trejo.

1. Casó con Antonia García, con quien tuvo dos hijos, Antonia y Ambrosio, no reconocidos como legítimos en España. Designó sucesor a un bisnieto de Ana María de la Cerda y Torquemada, hermana del sexto marqués:

- Fernando Rafael Cabrera y Pérez de Saavedra-Narváez (1798-1843), VIII marqués de la Rosa, VIII marqués de Mota de Trejo, VIII marqués de Villaseca, VIII marqués de Fuentes, VII conde de Villanueva de Cárdenas, conde de la Jarosa, VII conde de Talhara.

1. Casó con María del Carmen Bernuy y Aguado. Le sucedió su hijo:

- Juan Bautista Cabrera y Bernuy (1830-1872), IX marqués de la Rosa, IX marqués de Mota de Trejo,  IX marqués de Villaseca, IX marqués de Fuentes, VIII conde de Villanueva de Cárdenas, conde de la Jarosa, VIII conde de Talhara. Sin dscendientes.